# Jürg Neuenschwander (Organist)

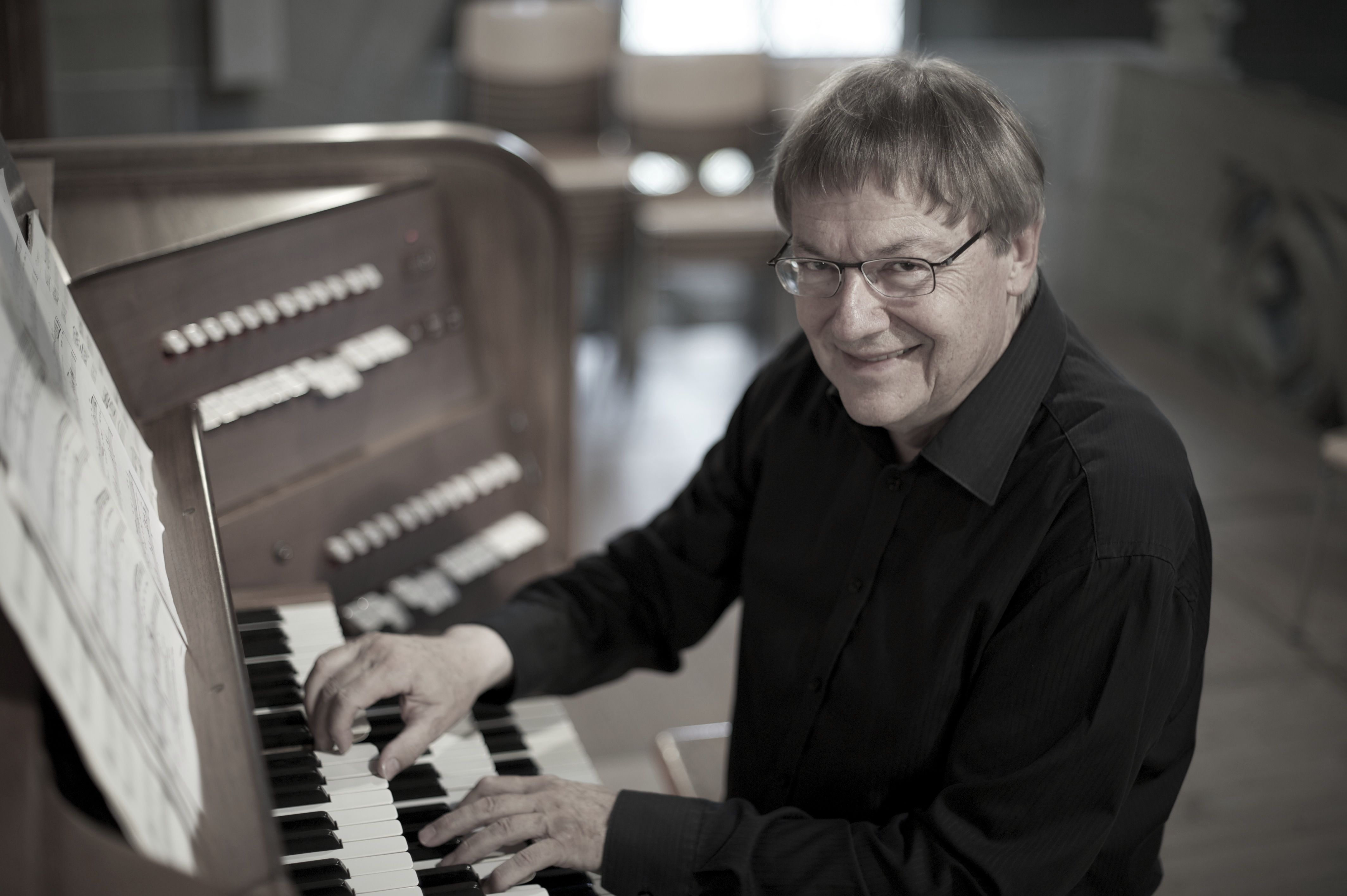
Jürg Neuenschwander an der Orgel der Kirche Burgdorf (2012)

Jürg Neuenschwander (* 14. Januar 1947 in Siehen bei Eggiwil; † 23. März 2014 in Bern) war ein Schweizer Organist und Musiker.

## Biografie
Neuenschwander wuchs in Langnau im Emmental auf. Ausgebildet wurde er zum Primarlehrer am Staatlichen Seminar Langenthal und an der staatlichen Musikschule Konservatorium Bern mit Lehrdiplom- und Konzertdiplomabschluss für Orgel bei Heinrich Gurtner. Er schloss mit dem Klavierdiplom in Basel bei Janka Wittenbach-Brun ab. Neuenschwander studierte zudem bei Marie-Claire Alain in Paris und bei Michael Radulescu (Wien).
Von 1973 bis 1987 war er Lehrer für Orgel und Klavier am Staatlichen Seminar Muesmatt Bern und ab 1984 in Lerbermatt bei Köniz, von 1973 bis 1978 Organist und Chorleiter an der Stadtkirche in Frauenfeld. Seit 1979 war er Organist und künstlerischer Leiter des Konzertzyklus an der Stadtkirche Burgdorf. Als freier Mitarbeiter war er 1982 bis 1989 bei Radio DRS (heute SRF) tätig.
Er war von 1987 bis 2008 Lehrer für Orgel und Klavier am Gymnasium Hofwil und von 1995 bis 2003 staatlicher Experte für Diplomprüfungen an den Musikhochschulen (Konservatorien) Bern und Biel. Neuenschwander zeichnete sich durch eine intensive Konzerttätigkeit (Radio- und Fernsehaufnahmen) als Solist und als Begleiter im In- und Ausland aus. Seit September 2000 bis zu seinem Tod im März 2014 war er mit der Musikerin Sandra Tosetti Neuenschwander verheiratet.

## Diskografie
Seine Spezialität war die Übertragung der Volksmusik auf die Kirchenorgel. Ein Liedheft mit dreistimmigen Chorsätzen erschien 2011. Mehrere CDs erschienen im Zytglogge Verlag, Oberhofen.
- Volkslieder / Volkstänze (Zyt 4957)
- Trompete / Orgel (Zyt 4958)
- Emmentaler Hausorgel (Zyt 4946)
- Evergreens  (Zyt 4803)
- Am Thunersee (2010, Zyt 4872)
- Vom Hohgant (2012, Zyt 4934)

## Auszeichnungen und Preise
Er erhielt unter anderem den 1. Preis beim Orgelwettbewerb des Schweizer Fernsehen 1973 und den Preis des Lionsclub 2003 sowie den Kulturpreis der Burgergemeinde Burgdorf 2012 für sein vielfältiges Schaffen.